# 화등초상
《화등초상》(중국어 간체자: 华灯初上, 정체자: 華燈初上, 병음: Huá Dēng Chū Shàng 화덩추샹[*], Light The Night)는 넷플릭스가 방영한 타이완의 드라마이다. 시즌 당 8회, 총 3시즌 24회로 구성되며 린신루, 양유닝, 양근화, 펑샤오웨, 장쉬안루이, 류핀옌, 궈쉐푸, 셰충쉬안, 셰신잉, 장광천 등이 출연했다.

## 줄거리
1980년대 타이베이 홍등가. 인기 있는 일본 나이트클럽에서 일하며 질투, 슬픔, 우정, 사랑을 헤쳐 나가는 여성들의 이야기가 펼쳐진다.

## 등장 인물

### 주요 인물
- 린신루 : 러위농(羅雨儂) (로즈) 역
- 양유닝 : 판원청(潘文成) 역
- 양근화 : 쑤칭이(蘇慶儀) (쑤) 역
- 펑샤오웨 : 장한(江瀚) 역
- 장쉬안루이 : 허위언(何予恩) 역
- 류핀옌 : 리수화(李淑華) (하나) 역
- 궈쉐푸 : 왕아이롄(王愛蓮) (아이코) 역
- 셰충쉬안 : 지만루(季滿如) (아키) 역
- 셰신잉 : 황바이허(黃百合) (유리) 역
- 장광천 : 리젠다(李健達) 역
- 장이룽 : 야원(雅雅) 역
- 후웨이제 : 샤오하오(小豪)역
- 리우징 : 우쯔웨이(吳子維) 역

### 특별 출연
- 훠젠화 : 마톈화(馬天華) (히노키) 역
- 쩡위엔챵 : 우샤오창(吳少強) 역
- 왕부제 : 헨리(亨利) 역
- 슈제카이 : 거 검사(葛志浩) 역
- 리리런 : 뱌오꺼(彪哥) 역
- 카가미 토모히사 : 나카무라(中村正男) 역
- 오강인 : 베이비(寶寶) 역
- 증경화 : 우샤오창(吳少強) 아역
- 왕정 : 러위농 (羅雨儂) 아역

## 등급
청소년 관람불가 판정을 받았으며, 높은 주제, 약물, 대사 등이 사유에 포함되어 있다.

## 사운드트랙
《화등초상 OST》(華燈初上 影集原聲帶) 디지털 음원이 상신음악(B'in Music)을 통해서 2022년 1월 1일에 발매되었다.
| #  | 제목                                                               | 작사       | 작곡     | 아티스트      | 재생 시간 |
| -- | ------------------------------------------------------------------ | ---------- | -------- | ------------- | --------- |
| 1. | 〈月亮代表我的心（월량대표아적심）(The Moon Represents My Heart)〉 | 쑨이       | 웡칭시   | 아신 (오월천) | 3:47      |
| 2. | 〈好不容易 (Finally)〉                                             | 판윈안     | 판윈안   | Accusefive    | 4:54      |
| 3. | 〈長成什麼樣子算愛情 (Love, Loved, Loving)〉                       | 우셩하오   | 린저안   | Mixer         | 4:02      |
| 4. | 〈雨夜花 (Rainy Night Flower)〉                                    | 치우티암옹 | 덩위시엔 | 쟈쟈          | 3:20      |
| 5. | 〈摔碎 (Shattered)〉                                               | 파란       | 파란     | 파란          | 4:05      |
| 6. | 〈請別愛我 (Don't Love Me)〉                                       | 우셩하우   | 우셩하오 | 린신루        | 4:49      |
| 7. | 〈孤島 (Alone)〉                                                   | Ring       | Ring     | Ring          | 3:45      |
| 8. | 〈初戀的地方 (初戀的地方)〉                                        | 쑨이       | 류쟈창   | 쟈쟈          | 2:56      |
| 9. | 〈你好嗎 (How Are You)〉                                           | Kidding    | Kidding  | 웨이지아잉    | 4:28      |